# Gisbert Kapp
Pour l’article homonyme, voir Kapp.

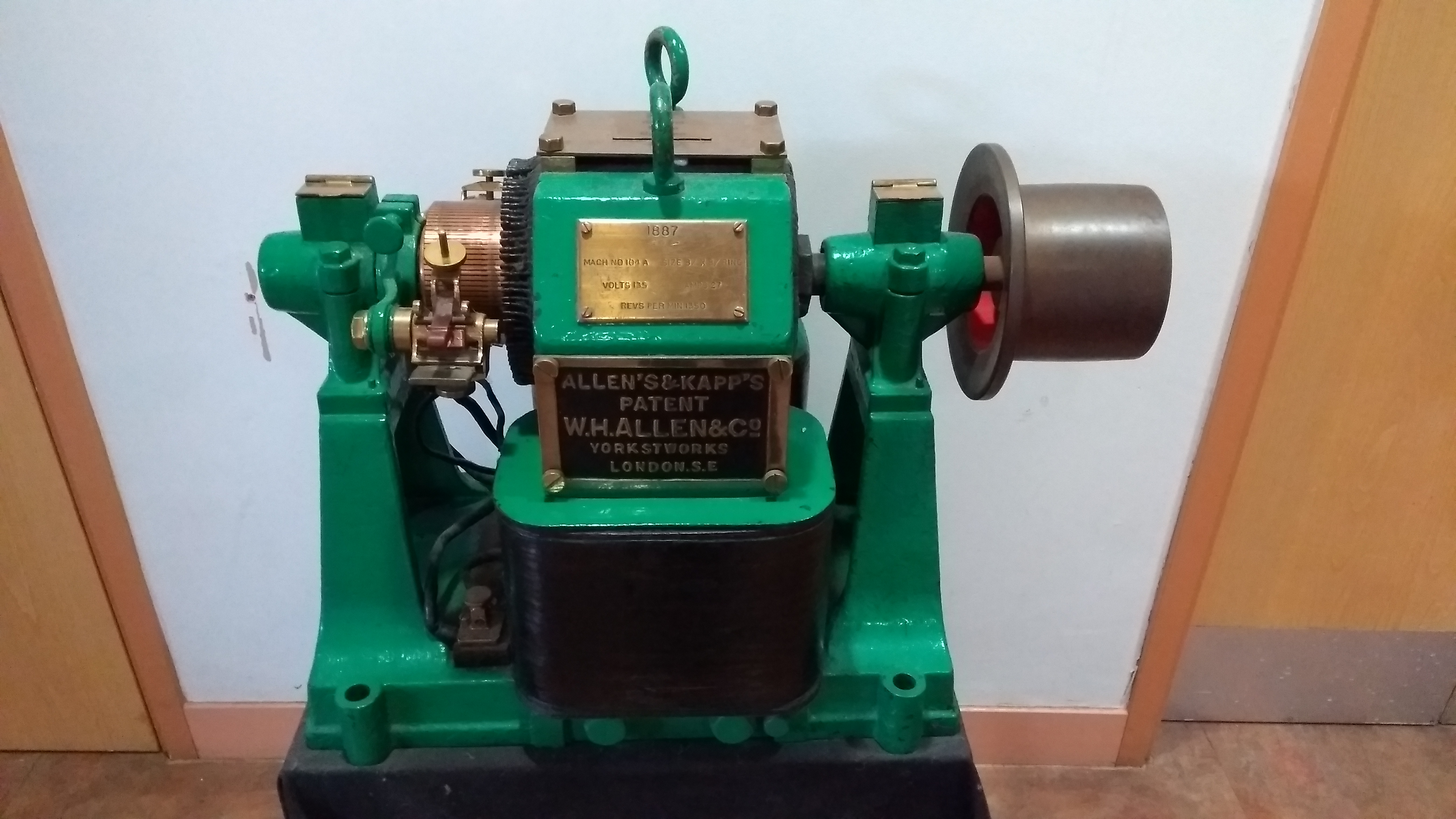
Dynamo de Gisbert Kapp

Gisbert Johann Eduard Kapp, né le 2 septembre 1852 à Mauer, près de Vienne en Autriche, et mort le 10 août 1922  à Birmingham, est un ingénieur électricien. Il exerça d'abord dans l'empire d'Autriche, avant de venir s'installer en Angleterre.

## Biographie
Gisbert Kapp est né d'un père allemand et d'une mère écossaise. Après avoir terminé ses études en Autriche, Kapp ira vivre en Angleterre où il sera naturalisé en 1881. En 1904, on lui offre la première chaire d'ingénierie électrique à l'université de Birmingham, un poste qu'il occupera jusqu'en 1919.
Il y développa les bases du calcul et de la construction des dynamos et du transformateur.